# Réplétion (astronomie)
Pour les articles homonymes, voir Réplétion.

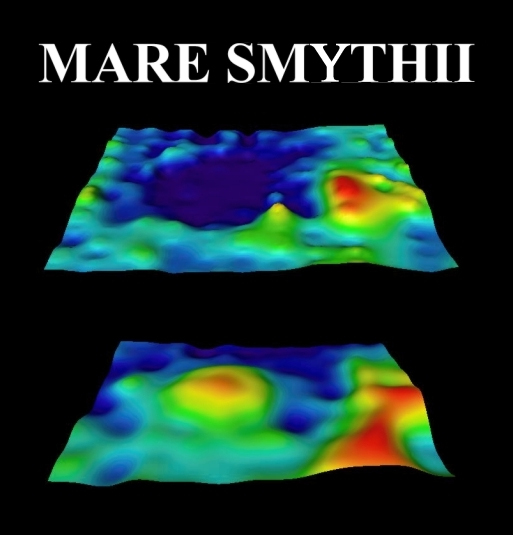
Cette figure permet de comparer la topographie (en haut) et la gravité correspondante (en bas) du cratère lunaire Mare Smythii. Elle illustre le phénomène de réplétion.

En planétologie, une réplétion (ou un mascon) est une région de la croûte d'une planète ou d'une lune qui contient une large anomalie gravitationnelle positive. On utilise ce terme pour décrire une concentration de masse excessive sur ou sous la surface d'une planète (relativement à une moyenne appropriée). Cependant, ce terme est le plus souvent utilisé pour décrire une structure géologique qui comprend une anomalie gravitationnelle positive associée à une caractéristique (bassin) à laquelle on associerait plus volontiers une anomalie négative, telle que les « bassins de mascon » sur la Lune.

## Exemples
Des exemples typiques de « bassins de mascon » sur la Lune sont Mare Imbrium, Mare Serenitatis, Mare Crisium et Mare Orientale. Tous possèdent une topographie négative et des anomalies gravitationnelles positives.
Sur Mars, les bassins Argyre Planitia, Isidis Planitia et Utopia Planitia possèdent également une topographie négative et des anomalies gravitationnelles positives.
Il existe aussi des mascons sur Cérès, notamment sous les bassins d'impact Kerwan et Yalode.

## Effets sur les orbites des satellites
Les réplétions lunaires altèrent la gravité locale dans certaines régions à tel point que les orbites basses et non corrigées des satellites autour de la Lune sont instables sur une échelle allant du mois à l'année. Les réplétions altèrent les orbites successives, causant à terme l'écrasement du satellite sur la surface lunaire.
L'orbiteur Luna 10 fut le premier satellite artificiel de la Lune et a renvoyé des données indiquant que les perturbations causées par le champ de gravité de la Lune étaient plus importantes que prévu.
Les réplétions lunaires furent découvertes par Paul M. Muller et William L. Sjogren du JPL, en 1968, grâce à une nouvelle méthode d'analyse appliquée aux données de navigation des orbiteurs du programme Lunar Orbiter.
Cette découverte permit de corréler la présence de larges anomalies gravitationnelles positives aux bassins circulaires présents sur la Lune.
En mai 2013, une étude de la NASA contenant les résultats des sondes GRAIL fut publiée. Ces sondes avaient pour mission de cartographier les réplétions de la Lune.